# Hôtel d'Aiguillon (Paris)
El hôtel d'Aiguillon es una mansión privada ubicada en 33 rue de Verneuil en el VII Distrito de París.

## Historia
Fue construido a partir de 1716 por Germain Boffrand para Jean-René François Almaric de Brehan, conde de Mauron. Su nieta, Louise-Félicité de Brehan, hija del Conde de Plélo, se casó con Emmanuel-Armand de Vignerot du Plessis, duque de Aiguillon en 1740, el edificio entonces llevaba el nombre de " de Aiguillon hasta 1785 cuando pasó a ser propiedad de la familia Cély-d'Astorg.